# نیوپورت ریکی ایست (فلوریدا)
نیوپورت ریکی ایست (به انگلیسی: New Port Richey East) یک منطقهٔ مسکونی در ایالات متحده آمریکا است که در شهرستان پاسکو، فلوریدا واقع شده‌است. نیوپورت ریکی ایست ۹٫۴ کیلومتر مربع مساحت و ۹٬۹۱۶ نفر جمعیت دارد.